# Heterixalus luteostriatus
Heterixalus luteostriatus és una espècie de granota de la família dels hiperòlids que viu a Madagascar.